# Фрідберг (Гессен)
Фрідберг (нім. Friedberg) — місто в Німеччині, знаходиться в землі Гессен. Підпорядковується адміністративному округу Дармштадт. Входить до складу району Веттерау.
Площа — 50,17 км2. Населення становить 29 477 ос. (станом на 31 грудня 2020).

## Географія

### Адміністративний поділ
Місто  складається з 7 районів:
- Брухенбрюккен
- Фрідберг
- Доргайм
- Окштадт
- Бауернгайм
- Фауербах
- Оссенгайм